# Tiberium
Indhold af grøn tiberium-prøve taget tæt ved Topeka, Kansas.
     Fosfor (P) (42.5%)     Jern (Fe) (32.5%)     Calcium (Ca) (15.25%)     Kobber (Cu) (5.75%)     Silikater (2.5%)     Ukendt (1.5%)
Tiberium er et fiktivt stof, som er omdrejningspunktet i Command & Conquer-serien. Grunden til dette er, at Tiberium kan omsættes til noget der ligner penge, og således bruges til at bygge enheder og bygninger. Tiberium har gennem tiderne indtaget flere forskellige former, fra noget der lignede en simpel plante helt til krystaller. Tiberium kan have både farven grønt, som ses ofte, men af ukendte årsager findes der også blåt Tiberium. Tiberium spreder sig desuden med lynets hast.

## Historie
I 1995 slår en meteor ned omkring Tiberen i Italien. Med sig har denne meteor et for mennesker totalt ukendt stof, der hurtigt bliver navngivet Tiberium. GDI's AI EVA beretter at det er navngivet efter floden, og Kane, lederen af Nod der mener han fandt det først, har opkaldt det efter Tiberius. I starten kender folk ikke til farligheden i det, og nogle synes endda at det grønlige skær at smukt at se på. Disse mennesker bliver dog hurtigt klogere, idet det viser sig, at det både er dødeligt og åbenbart trives godt i jordens atmosfære og derfor spreder sig lynende hurtigt, blandt andet ved at sætte sig i træer, som muterer dem til at sprede sig derfra. Det viser sig dog også at Tiberium indeholder store mængder energi og kan derfor anvendes som energikilde, men også som våben, hvilket Nod gør god brug af. På det tidspunkt er der allerede store spændinger mellem Nod og GDI, og denne Tiberium gør ikke situationen bedre. Nod sætter sig hurtigt på over halvdelen af verdens Tiberium, og bruger det aktivt til at bekrige GDI.
Dog vinder GDI alligevel krigen, og sætter nu alt ind på at stoppe denne spredning af Tiberium. Imidlertid udvikler det sig endnu mere, og lægger store dele af verden øde, og samtidig med dette bryder en ny krig ud. Tiberiumen har nu gennemgået en mindre evolution, og har indtaget andre værensformer, samtidig med at Nod febrilsk forsøger at sprede det ud i hele universet. De bliver dog slået tilbage nok en gang, men Tiberiumen fortsætter ufortrødent sin udvikling. 
I år 2047 er GDI og Nod igen tæt på at bekrige hinanden, og Tiberium har nu decideret gjort visse dele af verden ubeboelige, samtidig med at det har indtaget en krystalagtig form. Jorden er delt op i tre zoner, en rød, en gul og en blå. I de røde zoner kan mennesker ikke leve, og disse zoner dækker cirka 30 % af jordens overflade. De gule zoner er delvist beboelige og dækker 50 %. De sidste åndehuller for mennesker er de blå zoner, hvor Tiberiumen endnu ikke har ramt. Samtidig bryder endnu en krig ud.

## Populærkultur
"1 cup of Tiberium" er opført som en af ingredienserne i en opskrift på gift i musikvideoen til "Telephone" fra 2010 af Lady GaGa.